# Riedfrösche

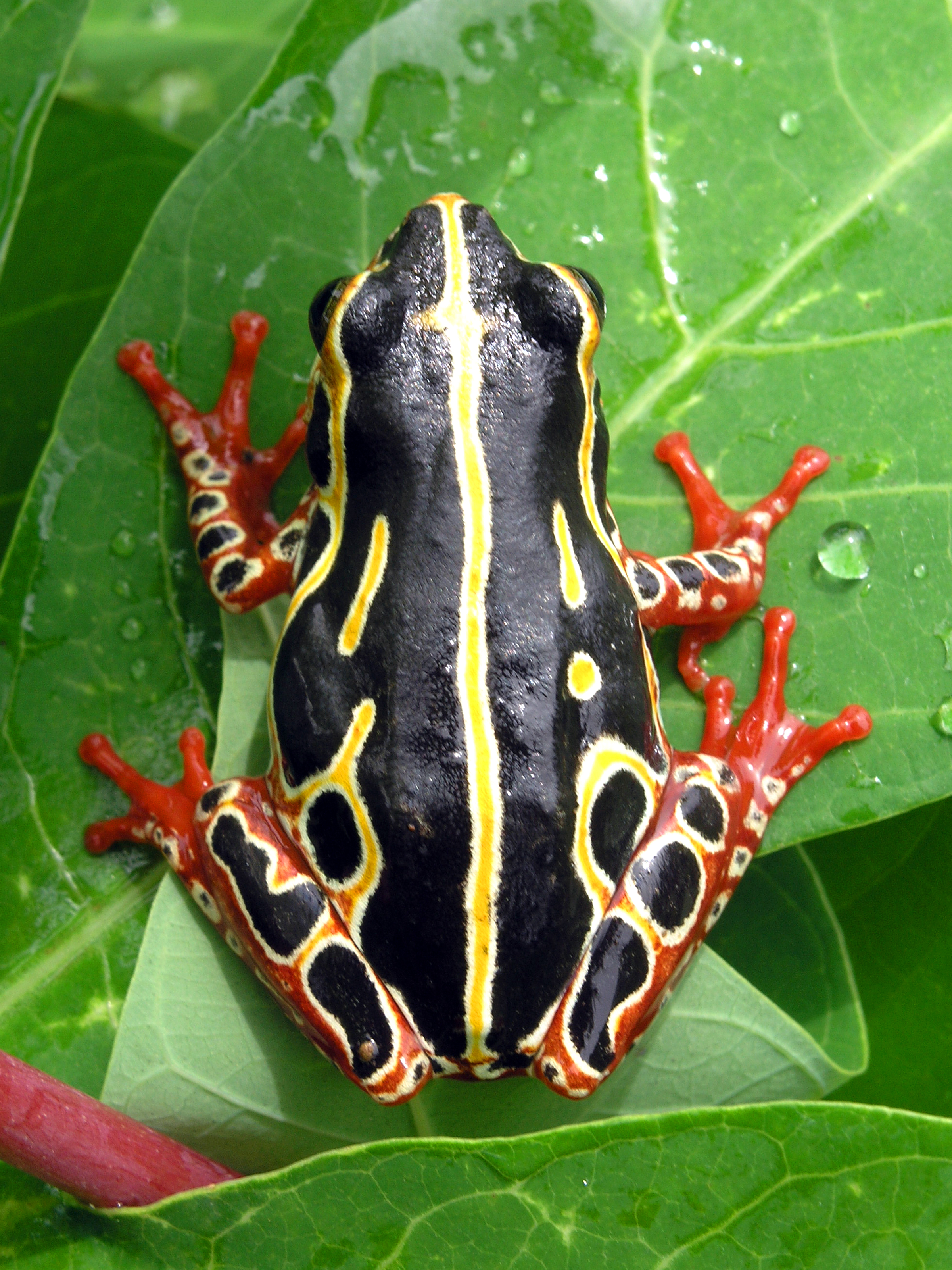
Hyperolius viridiflavus

Riedfrösche (Hyperoliidae) sind kleinere, oft sehr farbenfrohe und auffällig gemusterte Froschlurche, die in Afrika südlich der Sahara sowie auf Inseln im Indischen Ozean vorkommen. Die meisten Vertreter leben auf Pflanzen oberhalb des Bodens und sind wie die Laubfrösche i.w.S. (Hylidae) mit Haftscheiben an den Fingern und Zehen ausgestattet, mit denen sie ausgezeichnet klettern können. Nur die Gattung Kassina gilt als bodenbewohnend. Die Kaulquappen der Riedfrösche fallen meistens durch große Schwanzflossen auf. Die Gattung Heterixalus ist endemisch auf Madagaskar, Tachycnemis tritt nur auf den Seychellen auf.

## Taxonomie
In früheren Systematiken wurden noch einige Gattungen der Riedfrösche den Ruderfröschen (Rhacophoridae) zugerechnet. Andere Autoren zählten die Ruderfrösche als Unterfamilie zu den Riedfröschen. Neuere Übersichten trennen die bisherige Gattung Leptopelis von den Riedfröschen ab und weisen ihre Unterfamilie Leptopelinae den Langfingerfröschen (Arthroleptidae) zu. Gegenwärtig werden 17 Gattungen (darunter mehrere monotypische) mit weit über 200 Arten unterschieden, wobei insbesondere in der bei weitem artenreichsten Gattung Hyperolius noch taxonomische Fragen offen sind.
Weitere Untersuchungen ergaben eine Unterteilung in drei Unterfamilien, die sich seit dem Eozän auseinanderentwickelt haben.

### Unterfamilie Hyperoliinae
Die Unterfamilie Hyperoliinae umfasst 9 Gattungen, von denen 5 monotypisch sind, d. h. es gibt jeweils nur eine Art innerhalb der Gattung. Derzeit werden 199 Arten in diese Unterfamilie gestellt.
Stand: 5. Juli 2023
- Gattung Afrixalus Laurent, 1944 (37 Arten) – Bananenfrösche[3]
  - Afrixalus quadrivittatus (Werner, 1908)
  - Afrixalus schneideri (Boettger, 1889)
  - Afrixalus spinifrons (Cope, 1862)
  - Afrixalus stuhlmanni (Pfeffer, 1893)
- Gattung Congolius Nečas, Badjedjea & Gvoždik, 2021 (1 Art)
  - Congolius robustus (Laurent, 1979)
- Gattung Cryptothylax Laurent & Combaz, 1950 (2 Arten)
  - Cryptothylax greshoffii (Schilthuis, 1889)
  - Cryptothylax minutus Laurent, 1976
- Gattung Heterixalus Laurent, 1944 (11 Arten)
  - Heterixalus alboguttatus (Boulenger, 1882)
  - Heterixalus madagascariensis (Duméril & Bibron, 1841)
  - Heterixalus rutenbergi (Böttger, 1881)
- Gattung Hyperolius Rapp, 1842 (145 Arten)
  - Hyperolius nimbae (Laurent, 1958)
  - Hyperolius nitidulus Peters, 1875 – Kreide-Riedfrosch
  - Hyperolius sankuruensis (Laurent, 1979)
  - Hyperolius castaneus Ahl, 1931
- Gattung Kassinula Laurent, 1940 (1 Art)
  - Kassinula wittei Laurent, 1940
- Gattung Morerella Rödel, Kosuch, Grafe, Boistel & Veith, 2009[4] (1 Art)
  - Morerella cyanophthalma Rödel, Assemian, Kouamé, Tohé & Perret, 2009
- Gattung Opisthothylax Perret, 1966 (1 Art)
  - Opisthothylax immaculatus (Boulenger, 1903)
- Gattung Tachycnemis Fitzinger, 1843 (1 Art)
  - Tachycnemis seychellensis (Duméril & Bibron, 1841)

Die Gattung Alexteroon Perret, 1988 (mit drei Arten) wurde in die Gattung Hyperolius integriert. Es wurde ihr jedoch als Hyperolius (Alexteroon) der Status einer Untergattung verliehen, da zu erwarten ist, dass diese Entwicklungslinie bei einer Revision der gesamten Gattung zusammen mit anderen Artengruppen wieder ausgegliedert werden kann.
- - Hyperolius hypsiphonus  Amiet, 2000
  - Hyperolius jynx Amiet, 2000
  - Hyperolius obstetricans Ahl, 1931

### Unterfamilie Kassininae
Die Unterfamilie Kassininae umfasst vier Gattungen mit insgesamt 23 Arten.
Stand: 5. Juli 2023
- Gattung Hylambates Duméril, 1853 (5 Arten)
  - Hylambates boulengeri Perret, 1986
  - Hylambates keithae Schiøtz, 1975
  - Hylambates leonardi (Boulenger, 1906)
  - Hylambates maculatus (Duméril, 1853)
  - Hylambates verrucosus (Boulenger, 1912)
- Gattung Kassina Girard, 1853 (15 Arten)
  - Kassina maculata (A. Duméril, 1853)
- Gattung Paracassina Peracca, 1907 (2 Arten)
  - Paracassina kounhiensis (Mocquard, 1905)
  - Paracassina obscura (Boulenger, 1895)
- Gattung Semnodactylus Hoffman, 1939 (1 Art)
  - Semnodactylus wealii (Boulenger, 1882)

Die Gattung wurde aus der Unterfamilie Kassininae Acanthixalus ausgegliedert und in die Unterfamilie Acanthixalinae Dubois, Ohler & Pyron, 2021 gestellt.

### Unterfamilie Acanthixalinae
Die Unterfamilie Acanthixalinaee ist monogenerisch und umfasst nur zwei Arten: 
Stand: 5. Juli 2023
- Gattung Acanthixalus Laurent, 1944 (2 Arten)
  - Acanthixalus sonjae Rödel, Kosuch, Veith & Ernst, 2003
  - Acanthixalus spinosus (Buchholz & Peters, 1875)

### Gattungen ohne Zuordnung
Drei monotypische Gattungen mit nur je einer Art werden keiner Unterfamilie zugeordnet:
Stand: 5. Juli 2023
- Gattung Arlequinus Perret, 1988 (1 Art)
  - Arlequinus krebsi (Mertens, 1938)
- Gattung Callixalus Laurent, 1950 (1 Art)
  - Callixalus pictus Laurent, 1950
- Gattung Chrysobatrachus Laurent, 1951 (1 Art)
  - Chrysobatrachus cupreonitens Laurent, 1951